# Phanerotoma bekilyensis
Phanerotoma bekilyensis är en stekelart som beskrevs av Granger 1949. Phanerotoma bekilyensis ingår i släktet Phanerotoma och familjen bracksteklar. Inga underarter finns listade i Catalogue of Life.